# Катуллі Карміна
Catulli Carmina — сценічна кантата, створена Карлом Орфом у 1943 році на тексти римського поета Катулла. Складається наступних частин:
1. Coro (хор)
2. Actus I (дія І)
3. Actus II (дія ІІ)
4. Actus III (дія ІІІ)
5. Coro

Поряд з кантатою «Карміна Бурана» (1937) і «Тріумф Афродіти» ( 1951) створює свого роду трилогію «Trionfi — Trittico teatrale», темою якої є перемоги добра над злом.